# Бад-Шёнау
Бад-Шёнау (нем. Bad Schönau) — курорт в Австрии, в федеральной земле Нижняя Австрия.
Входит в состав округа Винер-Нойштадт. Население составляет 754 человека (на 31 декабря 2005 года). Занимает площадь 13,58 км². Официальный код — 3 23 02.

## Политическая ситуация
Бургомистр коммуны — Йозеф Риглер (АНП) по результатам выборов 2005 года.
Совет представителей коммуны (нем. Gemeinderat) состоит из 15 мест.
- АНП занимает 10 мест.
- Партия UBBS занимает 3 места.
- СДПА занимает 2 места.